# NJ/NY Gotham FC
NJ/NY Gotham FC, van 2008 tot 2020 bekend als Sky Blue FC, is een Amerikaanse professionele vrouwenvoetbalclub in Piscataway, New Jersey, dat sinds 2013 deelneemt aan de National Women's Soccer League. Van 2009 tot 2011 speelde het team in de Women's Professional Soccer. Van 2009 tot 2019 speelde Sky Blue haar thuiswedstrijden in Yurcak Field, op de campus van de Rutgers-universiteit. De eerste twee wedstrijden van 2009 werden echter afgewerkt op TD Bank Ballpark in Bridgewater Township. Sinds 2020 speelt Gotham FC in de Red Bull Arena in Harrison, ook de thuisbasis van de New York Red Bulls van Major League Soccer.
Sky Blue FC maakt deel uit van het grotere Sky Blue Soccer organization, gesitueerd in Somerset County, een geïntegreerd programma dat spelers de mogelijkheid geeft om vanaf een jonge leeftijd te voetballen met de mogelijkheid voor een lange carrière. Sky Blue Soccer heeft ook de Sky Blue Soccer School.

## Geschiedenis

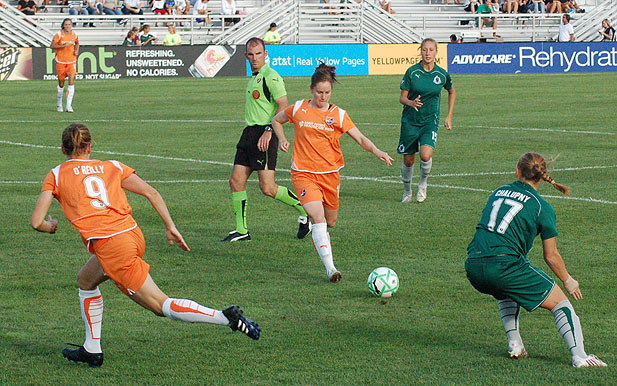
Een wedstrijd uit het eerste seizoen (2009)

Op 16 september 2008 werden de Amerikaanse internationals toegewezen aan de teams die gingen deelnemen aan de Women's Professional Soccer. Sky Blue kreeg de speelsters Heather O'Reilly, Natasha Kai en Christie Rampone.
Op 24 september 2008 werden de overige internationals toegewezen aan de teams. Sky Blue kreeg ditmaal de Australische aanvaller Sarah Walsh, de Braziliaanse speelsters Rosana en Ester en de Canadese Kelly Parker.
Op 6 oktober 2008 vond de WPS General Draft plaats. Sky Blue FC kreeg hier de speelsters Cori Alexander, Keeley Dowling, Kacey White and Jennifer Hammond toegewezen.
Op 16 januari 2009 vond de WPS Draft plaats. Sky Blue kreeg hierbij de speelsters Yael Averbuch, Megan Schnur, Karen Bardsley, Christie Shaner, Julianne Sitch, Jen Buczkowski, Ouying Zhang, Mary Therese McDonnell, Mele French en Fanta Cooper.
In het eerste seizoen eindigde de ploeg in de reguliere competitie op de vierde plaats, hetgeen recht gaf om deel te nemen aan de play-offs. Via overwinningen op Washington Freedom, Saint Louis Athletica en Los Angeles Sol werd de ploeg uiteindelijk de eerste winnaar van de Women's Professional Soccer.

## Spelers

### Internationaal
- Nahomi Kawasumi (2019-2023)
- Carli Lloyd (2010, 2018-2021)
- Gina Lewandowski (2019-2022)

### Nederlanders bij Sky Blue FC
- Daphne Koster (2010)
- Petra Hogewoning (2010)
- Manon Melis (2011-2012)

## Erelijst
- Women's Professional Soccer
  - Winnaar: 2009